# Rodolfo Fattoruso
Rodolfo Bernabé Macías Fattoruso (Montevideo, 27 de juliol de 1953) és un crític literari, assagista i editor uruguaià. Ha treballat com a crític literari des de 1976.
Fattoruso escriu al periòdic setmanal Búsqueda de Montevideo i ensenya literatura clàssica i filosofia al seu taller cultural. Es va especialitzar en els aspectes filosòfics de l'obra de Jorge Luis Borges.
També va fundar una editoral coneguda com a Artemisa Editores.

## Obra
Algunes de les seves principals publicacions són:
- Francia-Uruguay. Historia de sus confluencias (1988).
- Los seres queridos (Editorial Fin de Siglo, 1998).
- De William Shakespeare no se puede hablar. Meditaciones sobre el poder (Artemisa Editores, 2008).